# 미국의 이탈리아어
이탈리아계 미국인 정체성의 중요한 부분인 이탈리아어는 19세기 후반에 시작된 대규모 이민으로 인해 100년 이상 미국에서 널리 사용되었다. 그러나 1980년대 이후로는 초기 이탈리아계 미국인 세대가 사망하고, 동화와 미국 사회로의 통합으로 인해 후속 세대에서 이탈리아어가 가정에서 덜 사용되면서 사용자 수가 꾸준히 감소하고 있다. 오늘날 이탈리아어는 미국에서 여덟 번째로 많이 사용되는 언어이다.

## 역사

리틀이털리 (시카고)에서는 일부 이탈리아어 간판이 보인다(예: Banca Italiana).

최초의 이탈리아계 미국인들은 1880년경 대규모로 이민하기 시작했다. 주로 시칠리아, 칼라브리아주 및 기타 이탈리아 남부 지역 출신인 최초의 이탈리아 이민자들은 대부분 남성이었고, 많은 이들이 미국에서 돈을 번 후 이탈리아로 돌아갈 계획이었으므로 이탈리아어 사용자 인구가 항상 일정하거나 지속적이지는 않았다.
1890년에서 1900년 사이에 655,888명의 이탈리아인들이 미국으로 갔고, 1900년에서 1910년 사이에는 200만 명 이상이 갔지만, 이들 중 약 40%는 결국 이탈리아로 돌아왔다. 총 1820년에서 1978년 사이에 약 530만 명의 이탈리아인들이 미국으로 갔다. 리틀 저머니 (맨해튼)의 독일인, 리틀 캐나다 (용어)의 프랑스계 캐나다인, 차이나타운의 중국인처럼 아메리카로 이민 온 많은 민족 집단과 마찬가지로, 이탈리아인들은 흔히 리틀이털리로 알려진 민족 거주지에 거주하며 자신들의 모국어를 계속 사용했다. 이러한 이웃 지역은 뉴욕, 저지시티, 뉴어크 (뉴저지주), 뉴올리언스, 보스턴, 필라델피아, 피츠버그, 클리블랜드, 시카고, 세인트루이스, 샌프란시스코, 로스앤젤레스와 같은 주요 도시에 설립되었다.

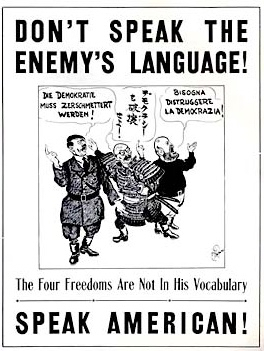
이 포스터는 이탈리아어, 독일어, 일본어 사용을 만류한다.

### 제2차 세계 대전 중
제2차 세계 대전 중 미국에서는 이탈리아어 및 기타 언어 사용이 권장되지 않았다. 또한, 많은 이탈리아계 미국인들이 억류되었고, 재산이 몰수되었으며, 이탈리아어 정기 간행물도 폐쇄되었다.

## 오늘날의 언어

미국 내 이탈리아어의 현재 분포

2013년 현재, 2009-2013년 미국 지역사회 조사에 따르면 15,638,348명의 미국 거주자들이 스스로를 이탈리아계 미국인이라고 밝혔으며, 이들 중 약 708,966명이 가정에서 이탈리아어를 사용한다고 응답했다. 이탈리아어 사용 공동체가 있는 도시로는 보스턴, 버펄로 (뉴욕주), 시카고, 클리블랜드, 저지시티 (및 뉴저지주의 수많은 다른 도시들), 로스앤젤레스, 마이애미, 뉴올리언스, 뉴욕, 필라델피아, 피츠버그, 프로비던스, 세인트루이스, 샌프란시스코 등이 있다. 동화는 오늘날 이탈리아어 사용자의 수가 감소하는 데 큰 역할을 했다. 미국에서 가정에서 이탈리아어를 사용하는 사람들 중 361,245명이 65세 이상이며, 17세 미만은 68,030명에 불과하다.
이탈리아어가 미국 전역의 고등 교육(대학 및 대학원) 기관에서 다섯 번째로 많이 연구되는 언어임에도 불구하고, 전국 고등학교에서 AP 과정으로 유지하는 데 어려움을 겪고 있다. AP 이탈리아어 시험은 2006년이 되어서야 도입되었고, 곧이어 2009년에 폐지되었다. 이 시험을 관리하는 기관인 칼리지 보드는 "손실이 발생하고" 매년 5,000명의 신규 학생을 추가하지 못했다는 이유로 AP 이탈리아어 프로그램을 종료했다. 2009년 봄에 프로그램이 종료된 후, 다양한 이탈리아 조직과 활동가들이 이 과정을 부활시키기 위해 조직되었다. NIAF(National Italian American Foundation)와 미국 내 이탈리아인 아들 기사단과 같은 조직들은 새로운 AP 이탈리아어 프로그램이 가져올 금전적 책임을 돕기 위해 모금 캠페인을 벌였다. 그 후 AP 이탈리아어 시험이 재도입되었고, 첫 번째 새로운 시험은 2012년에 시행되었다.
또한, ItalianAware와 같은 웹 기반 이탈리아 조직들은 뉴욕 공립도서관에서 이탈리아어와 이탈리아/이탈리아계 미국인 문학의 위상과 표현을 개선하기 위해 도서 기증 캠페인을 시작했다. ItalianAware에 따르면 브루클린 공공도서관은 뉴욕시에서 가장 심각한 위반 사례이다. 60개 지점에 걸쳐 대출 가능한 이탈리아어 및 이민자 경험에 관한 책이 11권밖에 없다. 이는 브루클린 (뉴욕)의 이탈리아/이탈리아계 미국인 대규모 공동체에 (ItalianAware에 따르면) 공급할 수 없는 브루클린의 6개 지점당 1권에 해당한다. ItalianAware는 2010년 말까지 브루클린 공공도서관에 이탈리아어 또는 영어로 쓰인 이탈리아/이탈리아계 미국인 경험에 관한 다양한 책 100권을 기증하는 것을 목표로 한다.

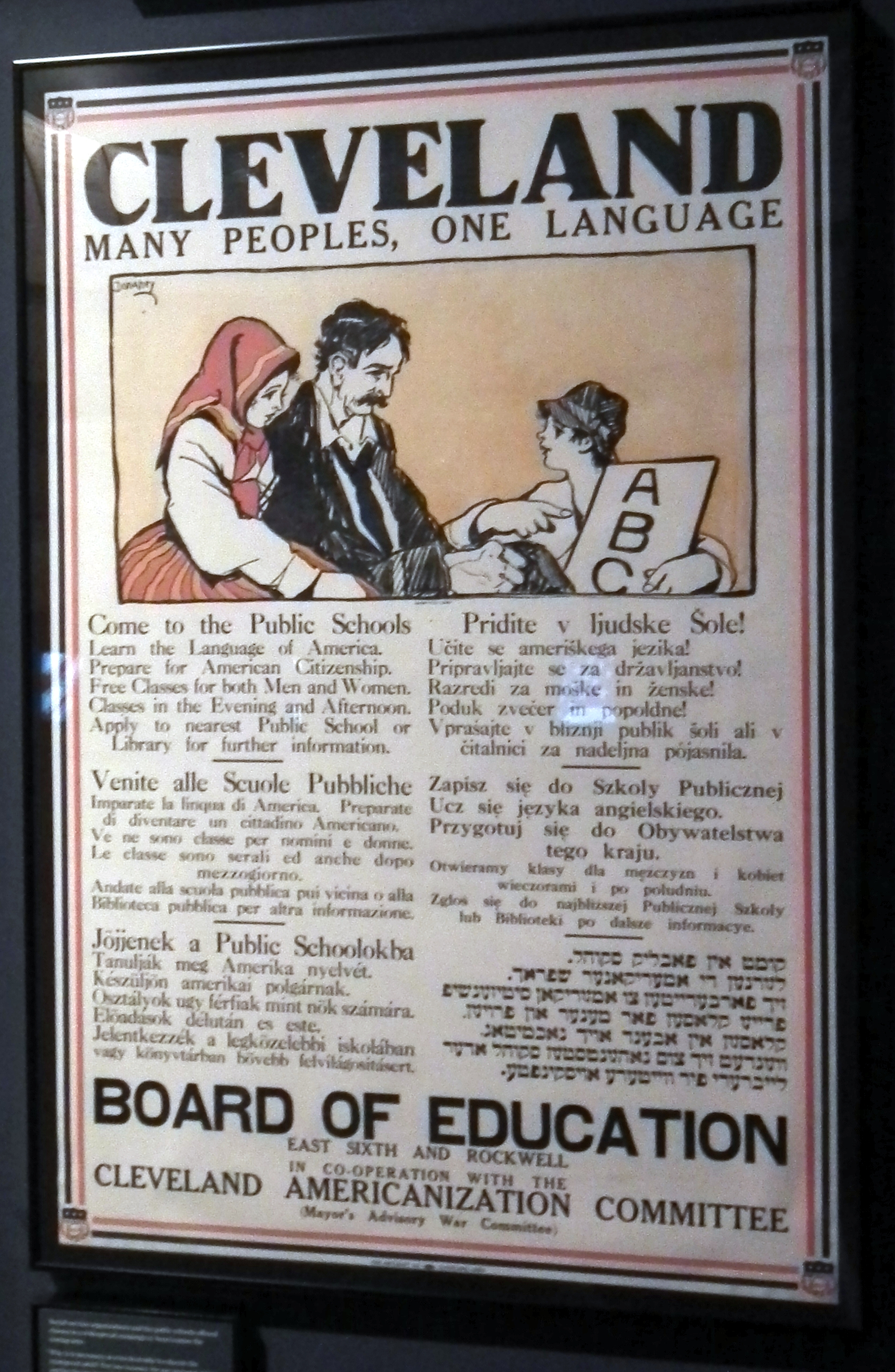
1917년 클리블랜드에서 신규 이민자들을 위한 영어 수업을 광고하는 이탈리아어, 영어, 헝가리어, 슬로베니아어, 폴란드어, 이디시어 다국어 포스터

### 그 외의 이탈리아달마티아어군 언어 사용
초기 이탈리아계 미국인 이민자들은 일반적으로 이탈리아어 (토스카나어에서 유래)를 사용하지 않거나 학교에서 습득한 제2언어로 사용했다. 대신 그들은 주로 이탈리아 남부에서 온 다른 이탈리아달마티아어군 언어, 특히 시칠리아어와 나폴리어를 사용했다. 또한 많은 마을에서는 로망스어군이 아닌 다른 소수 언어인 그리스어 또는 아르버레시어 방언을 사용했을 수도 있다. 오늘날 이탈리아어(토스카나어)는 이탈리아 학교에서 널리 가르쳐지고 있다. 다른 많은 소수 언어들이 이탈리아에서 공식적인 지위를 가지고 있음에도 불구하고 시칠리아어나 나폴리어는 이탈리아 공화국에서 인정받지 못하고 있다. 이탈리아는 유럽 지방 언어·소수 언어 헌장의 서명국이지만 조약을 비준하지 않았다. 이는 국내법으로 보호하기로 선택하지 않은 지역 언어의 보존에 대한 이탈리아의 책임을 제한한다.

## 미디어
미국에서 이탈리아어는 과거보다 훨씬 덜 사용되지만, 여전히 여러 이탈리아어 전용 미디어 매체가 있다. 그중에는 세인트루이스 신문인 일 펜시에로(Il Pensiero)와 뉴저지 일간지 아메리카 오지(America Oggi), 그리고 ICN 라디오가 있다.
일 프로그레소 이탈로 아메리카노(Il Progresso Italo Americano)는 카를로 바르소티 (1850–1927)가 편집했다.
아르바 시쿨라(Arba Sicula, 시칠리아의 새벽)는 시칠리아어 보존에 전념하는 동명 학회의 반년간 간행물이다. 이 잡지와 정기 뉴스레터는 시칠리아어로 된 산문, 시, 논평을 영어 번역과 함께 제공한다.

## 같이 보기
- 이탈리아계 미국인 억류
- 미국의 언어

## 더 읽어보기
- 〈Publications in Foreign Languages: Italian〉, 《Ayer & Son's American Newspaper Annual》, American newspaper annual, Philadelphia: N. W. Ayer & Son, 1907, hdl:2027/ien.35556000550921?urlappend=%3Bseq=1359
  - 1884년판, 1921년판
- Peter R. Eisenstadt, Laura-Eve Moss, 편집. (2005). 〈Ethnic Press: Italian〉. 《Encyclopedia Of New York State》. Syracuse University Press. ISBN 9780815608080.